# Franco Solo
Franco Solo war eine im Erich Pabel Verlag erscheinende Krimi-Heftromanserie. Von 1976 bis 1981 erschienen 258 Hefte im normalen Heftromanformat (15,5 cm × 22,5 cm, 68 Seiten). Der Preis stieg von anfangs 1,20 DM auf zuletzt 1,60 DM.
Alle Titel erschienen unter dem Verlagspseudonym Franco Solo. Autoren waren:
- Uwe Erichsen
- Claus Fischer
- Hans E. Ködelpeter
- Helmut Rellergerd
- Rainer Maria Schröder
- Friedrich Tenkrat
- Manfred Wegener
- Susanne Wiemer
- Karl Wilhelmi

Die Reihe erschien in drei Auflagen. Außerdem erschien von 1977 bis 1980 eine Franco-Solo-Taschenbuchreihe mit 30 Titeln. Diese Reihe erschien monatlich und kostete anfangs 3,50 DM pro Exemplar.

## Titelliste

### Heftromane
- 001 Der Tod eines Killers (November 1976)
- 002 Nur eine Kugel bis zur Hölle (November 1976)
- 003 Der Mafia-Jäger (November 1976)
- 004 Treffpunkt der Dons (Dezember 1976)
- 005 Solo für einen Amokläufer (Dezember 1976)
- 006 Das Millionen-Ding (Dezember 1976)
- 007 Todesjob in Washington (Dezember 1976)
- 008 Kennwort Salamander (Januar 1977)
- 009 Mafia-Hölle Colorado (Januar 1977)
- 010 Die Drachen-Lady (Januar 1977)
- 011 Jagd auf einen Toten (Januar 1977)
- 012 Töte, wenn du leben willst! (Februar 1977)
- 013 Drei Killer warten in Las Vegas (Februar 1977)
- 014 Opiumjagd am roten Meer (Februar 1977)
- 015 Ein Köder für den Killerboss (Februar 1977)
- 016 Die letzte Zeile schreibt der Tod (März 1977)
- 017 Totentanz in San Francisco (März 1977)
- 018 Unternehmen Barrakuda (März 1977)
- 019 Treibjagd auf den Mafia-Boß (März 1977)
- 020 Todesfracht für Benguela (März 1977)
- 021 Da schlug der Todesengel zu (April 1977)
- 022 Als Erbschaft eine Kugel (April 1977)
- 023 Der Mafiaboß schickt seine Killer (April 1977)
- 024 Höllenjob in New Orleans (April 1977)
- 025 Ein Mord zuviel (Mai 1977)
- 026 Das Testament des Killers (Mai 1977)
- 027 Tausend Meilen durch die Hölle (Mai 1977)
- 028 Das Mörder-Trio von New York (Mai 1977)
- 029 Keine Gnade für den Waffen-Boss (Mai 1977)
- 030 Angriff der Yakuza-Killer (Juni 1977)
- 031 Todestrip nach Oahu (Juni 1977)
- 032 Fünfzehn Runden um dein Leben (Juni 1977)
- 033 In die Falle gelockt … (Juni 1977)
- 034 Die Commissione schickt den Tod (Juli 1977)
- 035 In letzter Sekunde (Juli 1977)
- 036 Heißer Tip Lugano (Juli 1977)
- 037 Terror in der Traumfabrik (Juli 1977)
- 038 In Chicago abserviert … (August 1977)
- 039 Der Mörder-Clan schlägt zu (August 1977)
- 040 Die Feuerteufel von Texas (August 1977)
- 041 Institut der Mörder (August 1977)
- 042 Im Vorhof der Hölle (August 1977)
- 043 Das rote Phantom (September 1977)
- 044 Die Dollar-Haie (September 1977)
- 045 In der Rauschgifthölle von Mexiko (September 1977)
- 046 Das Todes-Camp (September 1977)
- 047 Der Abtrünnige (Oktober 1977)
- 048 Der Todes-Clan schickt seine Killer (Oktober 1977)
- 049 Die Meskalin-Teufel (Oktober 1977)
- 050 Der Killer-Boss stellt eine Falle (Oktober 1977)
- 051 Die Rache des Sizilianers (November 1977)
- 052 Gewinn den ersten Preis und stirb! (November 1977)
- 053 Ein Mafia-Boß spielt falsch (November 1977)
- 054 Blutfehde in Chicago (November 1977)
- 055 Grüne Hölle Bogotá (November 1977)
- 056 Stadt des Terrors (Dezember 1977)
- 057 Das Urteil lautet Tod (Dezember 1977)
- 058 Heiße Sore aus Palermo (Dezember 1977)
- 059 Ein Killerboß dreht durch (Dezember 1977)
- 060 Der letzte Hit hieß Mord (Januar 1978)
- 061 In Denver ist der Teufel los (Januar 1978)
- 062 Finale an der Todesschlucht (Januar 1978)
- 063 Kein Pardon für Franco Solo (Januar 1978)
- 064 Der Killer ohne Gesicht (Januar 1978)
- 065 Wer den Teufel reizt … (Februar 1978)
- 066 Die Todesengel des Don (Februar 1978)
- 067 Endstation Friedhof (Februar 1978)
- 068 Der Rotlicht-Killer aus Ohio (Februar 1978)
- 069 Das Mörder-Syndikat (März 1978)
- 070 Wer den Tod sät … (März 1978)
- 071 Die Absahner (März 1978)
- 072 Im Zeichen der Gelben Schlange (März 1978)
- 073 Ganz oben auf der Todesliste (April 1978)
- 074 Der Wolf von Cleveland (April 1978)
- 075 Der Killer in der schwarzen Robe (April 1978)
- 076 Heißer Schnee aus Kanada (Mai 1978)
- 077 Todesblüten aus New Jersey (Mai 1978)
- 078 Die Menschenhändler von Manhattan (Mai 1978)
- 079 Das Testament des Satans (Mai 1978)
- 080 Der Dollar-Hai von Calumet City (Mai 1978)
- 081 Ein Killer-As kommt nach New York (Juni 1978)
- 082 Die Diamanten-Haie (Juni 1978)
- 083 Die Sore aus der Teufelsbucht (Juni 1978)
- 084 In San Francisco ausgetrickst (Juni 1978)
- 085 Mord auf Kredit (Juli 1978)
- 086 Jagd auf einen Toten (Juli 1978)
- 087 Kurier der Mafia (Juli 1978)
- 088 Todestrip nach Sunshine Village (Juli 1978)
- 089 Tunnel zum Inferno (August 1978)
- 090 Das Drehbuch schrieb der Tod (August 1978)
- 091 Wenn ein Killer Amok läuft … (August 1978)
- 092 Mafia-Hyänen (August 1978)
- 093 Das Ende einer langen Jagd (August 1978)
- 094 Heiße Fracht aus Mexiko (September 1978)
- 095 Unternehmen Feuervogel (September 1978)
- 096 Die Mexiko-Gang (September 1978)
- 097 Killer-Coup in Phoenix (September 1978)
- 098 Bis dich der Teufel holt … (Oktober 1978)
- 099 Im Kugelhagel von Manhattan (Oktober 1978)
- 100 Der Rauschgift-Satellit (Oktober 1978)
- 101 Programmiert auf Mord (Oktober 1978)
- 102 Zur Premiere kam der Tod (Oktober 1978)
- 103 Ein Killer rechnet ab (November 1978)
- 104 Vom Satan ausgetrickst (November 1978)
- 105 Killerfehde in Chikago (November 1978)
- 106 Kronzeuge der Hölle (November 1978)
- 107 Vierzehn Stunden bis zum Tod (Dezember 1978)
- 108 Höllentrip nach Yukatan (Dezember 1978)
- 109 Der Mordauftrag (Dezember 1978)
- 110 Die Todesfalle von Los Angeles (Dezember 1978)
- 111 Mafia-Poker (Januar 1979)
- 112 Der Schwarze Killer (Januar 1979)
- 113 Die Falschgeld-Haie (Januar 1979)
- 114 Kennwort Kolibri (Januar 1979)
- 115 Die Hudson-Gang (Januar 1979)
- 116 Das Todes-Rackett (Februar 1979)
- 117 Die heiße Jagd (Februar 1979)
- 118 Den Haien zum Fraß (Februar 1979)
- 119 Der Todesjob (Februar 1979)
- 120 Die Highway-Killer (März 1979)
- 121 Fünf Dealer auf der Todesliste (März 1979)
- 122 Der Mann aus Alcatraz (März 1979)
- 123 Mafia-Krieg in Chicago (März 1979)
- 124 Die Todesfalle (April 1979)
- 125 Mafiamord in Sacramento (April 1979)
- 126 Als Lamo seine Killer schickte … (April 1979)
- 127 Geheimakte Mord (April 1979)
- 128 In Boston wartet der Tod (Mai 1979)
- 129 Jagd auf den Todesengel (Mai 1979)
- 130 Die Feuerteufel von Atlantic City (Mai 1979)
- 131 Die Haie der Commissione (Mai 1979)
- 132 Der Wolf von Crest Hill (Mai 1979)
- 133 Disco-Piraten (Juni 1979)
- 134 Ein Killer-Team nimmt Maß (Juni 1979)
- 135 Ein Don schwört Rache (Juni 1979)
- 136 Rauschgiftkrieg in Windmill Point (Juni 1979)
- 137 Straße des Todes (Juli 1979)
- 138 Fehler, die den Tod bedeuten (Juli 1979)
- 139 Die Hölle von Daytona Beach (Juli 1979)
- 140 In der Haut des Satans (Juli 1979)
- 141 Die schwarzen Killer (Juli 1979)
- 142 Die Rauschgift-Teufel (August 1979)
- 143 Das weiße Gift der Todesengel (August 1979)
- 144 Das unsichtbare Netz (August 1979)
- 145 Blut auf weißen Westen (August 1979)
- 146 Abrechnung im Todestal (September 1979)
- 147 Ein Grab im Beton (September 1979)
- 148 Aus für einen Don (September 1979)
- 149 Die Highway Hyänen von New Mexiko (September 1979)
- 150 Die Schwarze Brigade (Oktober 1979)
- 151 Der Teufel, der Shapiro hieß … (Oktober 1979)
- 152 Agent der Mafia (Oktober 1979)
- 153 Die Highway-Banditen (Oktober 1979)
- 154 Jagd ohne Gnade (Oktober 1979)
- 155 Terror bei den Docks (November 1979)
- 156 In einer Stunde bist du tot … (November 1979)
- 157 Köder der Mafia (November 1979)
- 158 Die Todfeinde (November 1979)
- 159 Das Vermächtnis des Don (Dezember 1979)
- 160 Kopfgeldjäger der Mafia (Dezember 1979)
- 161 Die Todesfalle am Devils Lake (Dezember 1979)
- 162 Sie nannten ihn die „Natter“ … (Dezember 1979)
- 163 Der lodernde Tod (Dezember 1979)
- 164 Die Drogen-Gang (Januar 1980)
- 165 Der Camorra-Mann (Januar 1980)
- 166 Die „Dracula-G.m.b.H.“ (Januar 1980)
- 167 Heißes Blei für Mafia-Gold (Januar 1980)
- 168 Ein Toter kam nach Baltimore (Februar 1980)
- 169 Heiße Spur zum „Weißen Tod“ (Februar 1980)
- 170 Zahle oder stirb! (Februar 1980)
- 171 Gefahr für Counter Mob (Februar 1980)
- 172 Don Sergio befahl den Tod (März 1980)
- 173 Die Maske rechnet ab (März 1980)
- 174 Das Killer-Kommando (März 1980)
- 175 Todesflug nach Alabama (März 1980)
- 176 Heiße Fracht für Washington (April 1980)
- 177 Das Himmelfahrtskommando (April 1980)
- 178 Der teuflische Plan (April 1980)
- 179 Es begann mit einem Toten … (April 1980)
- 180 Mordgeflüster in Manhattan (April 1980)
- 181 Im Schatten der Mafia (Mai 1980)
- 182 Zahltag für einen Killer (Mai 1980)
- 183 Zeichen des Todes (Mai 1980)
- 184 Mister Tod (Mai 1980)
- 185 Der Tag an dem es Dollars regnete (Juni 1980)
- 186 Der Tod aus der Tiefe (Juni 1980)
- 187 Die Nacht des Jägers (Juni 1980)
- 188 Die Spur ins Nichts (Juni 1980)
- 189 Zeugin in Gefahr (Juli 1980)
- 190 Ihr Geschäft war Mord (Juli 1980)
- 191 Der Abtrünnige (Juli 1980)
- 192 Der Satans-Coup der Mafia (Juli 1980)
- 193 Die Todesralley (Juli 1980)
- 194 Das Testament des Callgirls (August 1980)
- 195 Todesmelodie (August 1980)
- 196 Die Killermacher von Key-West (August 1980)
- 197 Eine Falle für den Boss con Counter Mob (August 1980)
- 198 Der Killer-Boss von Kansas City (September 1980)
- 199 Blutiges Gold (September 1980)
- 200 Weekend mit zwei Toten (September 1980)
- 201 Ganz oben auf der Killer-Liste (September 1980)
- 202 Der Teufel von Chicago (September 1980)
- 203 In den Fängen der Goldmafia (Oktober 1980)
- 204 Die Todessteine aus Sri-Lanka (Oktober 1980)
- 205 Sein Tagebuch begann mit Mord (Oktober 1980)
- 206 Die Ölpiraten von Bengasi (Oktober 1980)
- 207 Der Terror-Boss (November 1980)
- 208 Der Guru der Mafia (November 1980)
- 209 Todesfalle in Las Vegas (November 1980)
- 210 Dollarjagd in Miami (November 1980)
- 211 Dein Leben mußt du kaufen (Dezember 1980)
- 212 Unternehmen schwarzes Gold (Dezember 1980)
- 213 Kein Pardon für blonde Köder (Dezember 1980)
- 214 Lauf um dein Leben! (Dezember 1980)
- 215 Die Nacht der Lupara (Dezember 1980)
- 216 Die Rote Hexe von Kinshasa (Januar 1981)
- 217 Der Fall Pentacon (Januar 1981)
- 218 Todeseinsatz „Grüne Hölle“ (Januar 1981)
- 219 Die Kobra-Gang (Januar 1981)
- 220 Panik in der Cosa Nostra (Februar 1981)
- 221 Die Schwarze Spinne (Februar 1981)
- 222 Menschenjagd in San Francisco (Februar 1981)
- 223 Das Duell mit dem Killer (Februar 1981)
- 224 Ein Grab in der Südsee (März 1981)
- 225 Bei El Paso lauerte der Tod (März 1981)
- 226 Sein letzter Ausweg: Mord … (März 1981)
- 227 Einsatzziel Hawaii (März 1981)
- 228 Syndikat der braunen Puppen (März 1981)
- 229 Todes-Coup in Amsterdam (April 1981)
- 230 Jagd auf ein Phantom (April 1981)
- 231 Der Racheschwur (April 1981)
- 232 Abrechnung im Libanon (April 1981)
- 233 Mafia Desperados (Mai 1981)
- 234 Abrechnung mit heißem Blei (Mai 1981)
- 235 Im Würgegriff der Mafia (Mai 1981)
- 236 Der Todeskandidat (Mai 1981)
- 237 Ein Killer rechnet ab (Juni 1981)
- 238 Dem Satan ins Gesicht gespuckt (Juni 1981)
- 239 Der Super-Boss von Brooklyn (Juni 1981)
- 240 Die Menschenfänger (Juni 1981)
- 241 Sieben auf der Todesliste (Juni 1981)
- 242 Mord auf fremde Rechnung (Juli 1981)
- 243 Der Virginia-Coup (Juli 1981)
- 244 Schußfahrt in den Tod (Juli 1981)
- 245 Die Computer-Haie von Chicago (Juli 1981)
- 246 Mafiajagd in Florida (August 1981)
- 247 Im Auftrag der Mafia (August 1981)
- 248 Der Mafiakrieg (August 1981)
- 249 In den Klauen der Bestie (August 1981)
- 250 Des Teufels erste Garnitur (September 1981)
- 251 Sizilianer-Rache (September 1981)
- 252 Flug in den Tod (September 1981)
- 253 Grünes Licht für einen Killer (September 1981)
- 254 Die Todesformel (September 1981)
- 255 Jagd auf den Verräter (Oktober 1981)
- 256 Mit dem Satan im Komplott (Oktober 1981)
- 257 Ein Cop sieht rot (Oktober 1981)
- 258 Die Höllenfahrt der „California“ (Oktober 1981)

### Taschenbücher
- 01 Der Tod ist sein Schatten (1977)
- 02 In Venedig wirst du sterben (1977)
- 03 Der Einzelgänger (1977)
- 04 Unternehmen Feuerball (1977)
- 05 Geheimauftrag Hongkong (1978)
- 06 Der Milliarden-Coup (1978)
- 07 Das Syndikat der tödlichen Träume (1978)
- 08 Geheimauftrag in Marrakesch (1978)
- 09 Die gelbe Mafia (1978)
- 10 Millionenpoker in Manhattan (1978)
- 11 Der Terror-Clan (1978)
- 12 Killerfrühling in Athen (1978)
- 13 Todesflug nach Mexico (1978)
- 14 Operationsziel Santo Domingo (1978)
- 15 Das Super-Ding (1978)
- 16 Das Todes-Schiff (1978)
- 17 Der Todeskreisel (1978)
- 18 Der Messina-Coup (1979)
- 19 Geheimeinsatz Kolumbien (1979)
- 20 Urlaub in der Hölle (1979)
- 21 Das Rollkommando (1979)
- 22 Der lautlose Tod (1979)
- 23 Die goldene Hölle (1979)
- 24 Der Kansas-City-Hit (1979)
- 25 Ein Don steigt aus (1979)
- 26 Die Mordbrenner (1979)
- 27 Die Doppelgänger (1980)
- 28 Das Mordkomplott (1980)
- 29 Heisse Spur zum Golf von Mexiko (1980)
- 30 Der König von New York (1980)